# أوسكار باوم
أوسكار باوم Oskar Baum (ولد في 1883 في بيلزن – ومات في 1941 في براغ) هو أديب ألماني من أصل بوهيمي.
ينحدر من عائلة يهودية وكان أبوه تاجر أقمشة، وكان يعاني من مشاكل في البصر منذ ولادته. وفي سن الحادية عشرة فقد بصره. ولأنه لم يعد يستطيع المشاركة في الدراسة الطبيعية، فقد تم إلحاقه بمدرسة للمكفوفين في فيينا. وتعلم هناك العزف الأرغن والبيانو. ثم رحل إلى براغ وعمل عازف أرغن ومنشد في كنيس يهودي، ثم عمل معلم بيانو.
وفي عام 1904 عرفه ماكس برود بكل من فرانتس كافكا وفيلكس فيلتش. وتصادق الثلاثة وبعد أن تزوج باوم بمارجاريته شنابل، صار المنزل ملتقى لما يعرف بدائرة براغ Prager Kreis. وفي هذا المنزل كانوا يقرأون فيما بينهم أعمالهم الأدبية. كما كانوا يتحمسون للنصوص الغريبة ويستمعون إلى الموسيقى المنزلية. وفي تلك الفترة تبادل باوم وكافكا الرسائل فيما بينهما.
وفي عام 1908 نشر باوم روايته الأول «الوجود على ضفة النهر» Uferdasein والتي تحمل ملامح من حياته الشخصية، وحقق بها شهرة عريضة. وفي عام 1922 اشترك مع الكاتب والسياسي مازاريك Masaryk محررا في صحيفته اليومية براغر بريسه Prager Presse. وكان يكتب مقالات نقدية في المة سيقى والمسرح، وكذلك في المشاكل الاجتماعية.
وفي عام 1929 نشر قصته «الليل من حولي» Nacht ist umher، وقد كتب شتيفان تسفايج تعليقا لها. ورأس اتحاد حماية الكتاب الألمان في تشيكوسلوفاكيا من عام 1924 حتى 1938. وقد حاول السفر إلى فلسطين ولكنه فشل بسبب مشاكل بيروقراطية. وفي نهاية فبراير أجرى عملة جراحية في الأمعاء، كان من نتائجها وفاته في شهر مارس التالي.
وقد اعتقلت زوجته وأرسلت إلى معسكر اعتقال تيريزنشتات من قبل النازيين، وتوفيت لاحقا. أما ابنه الوحيد ليو باوم فقد قتل من قبل هجوم من جماعة إرهابية يهودية في فندق الملك داوود في القدس عام 1946.
من أعماله:
•	الوجود على ضفة النهر – رواية 1908
•	العيش في الظلام 1909
•	الباب إلى المستحيل 1919
•	المعجزة – مسرحية في ثلاثة فصول 1920
•	واقع جديد 1921
•	الليل من حولي 1929
•	طريق برونو الأعمى 1930
•	الكتابة التي لا تكتب 1931
•	ألمانيان 1934
•	شعب النوم القاسي 1937